# Zonitis downesi
Zonitis downesi is een keversoort uit de familie van oliekevers (Meloidae). De wetenschappelijke naam van de soort is voor het eerst geldig gepubliceerd in 1862 door Francis Polkinghorne Pascoe.
De soort werd ontdekt in Bombay (India). Ze is genoemd naar Ezra Downes uit Calcutta die vele insecten uit India verzamelde en naar Groot-Brittannië verstuurde.